# Černvír
Černvír település Csehországban, a Brno-vidéki járásban. Černvír Nedvědice, Skorotice, Sejřek és Doubravník településekkel határos. Lakosainak száma 150 fő (2024. január 1.).

## Fekvése
A Cseh–Morva-dombságon fekszik.

## Népesség
A település lakosságának változását az alábbi diagram mutatja:
| Lakosok száma | 145  | 122  | 160  | 187  | 166  | 157  | 149  | 152  | 151  | 150  |
|               | 1869 | 1890 | 1921 | 1950 | 1980 | 2001 | 2017 | 2019 | 2022 | 2024 |